# Dorpsmuseum (Boekarest)

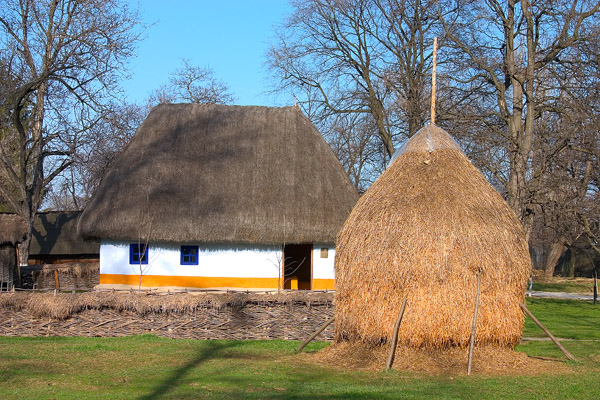
Huisje in het museum

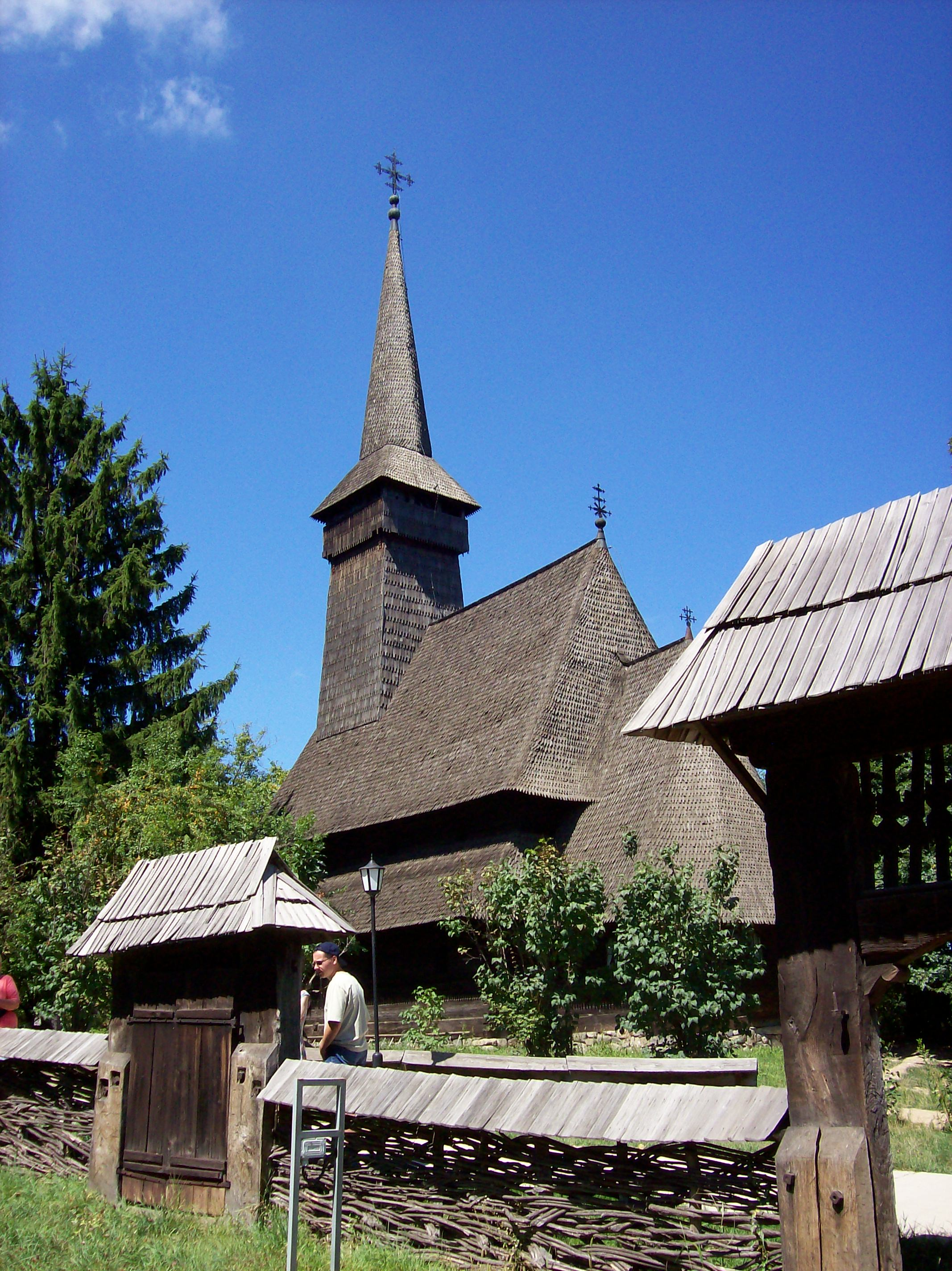
Traditionele houten kerk, afkomstig uit Maramureș

Het Dorpsmuseum (Roemeens: Muzeul Satului) is een openluchtmuseum in Boekarest, de hoofdstad van Roemenië, en ligt aan de beroemde Kiseleffweg. Het museum laat zien hoe er wordt geleefd op het Roemeense platteland. Het platteland heeft veel betekend voor de Roemeense geschiedenis. Vanaf de Romeinse tijd toen Romeinse kolonisten Dacië bekoloniseerden op plattelandse wijze, tot de helft van de 20e eeuw, toen de meerderheid van de Roemenen nog op het platteland woonde. Er zijn 300 authentieke gebouwen uit alle streken van het land bijeengebracht en verder ook een aantal meren (totaal: 30 hectare). Dit museum beslaat een ruimte van 100.000 m².
Dimitrie Gusti stichtte het Dorpsmuseum in 1936. Het construeren van het museum noemde hij "het geluid van de trieste kerkklokken van de Roemeense geschiedenis": Het stuk voor stuk uit elkaar halen van huizen, het transporteren met de trein, paardenwagen of boot naar Boekarest, aan de oever van het Herăstrăumeer waar alles weer werd samengesteld, op de plek waar het museum nu staat.
Het oudste huisje is gebouwd in de 17e eeuw, terwijl het nieuwste gebouwd is in de 19e eeuw. De huizen uit berggebieden worden onderscheiden van huizen uit de vlaktes. De huizen uit de vlaktes werden wat dieper in het grond gebouwd wegens vele aanvallen, terwijl dit bij de huizen uit berggebieden niet zo is.
In juli 2003 zijn de laatste sporen uitgewist van een grote brand die in februari 2003 een deel van de gebouwen in het museum verwoestte.
Dit museum is genomineerd als beste museum van Europa.